# Hiéroscopie
L'hiéroscopie (ou aruspicine) est une technique divinatoire basée sur l'observation des viscères d'animaux sacrifiés. 
Cette discipline est originaire de Mésopotamie. On la retrouve en Étrurie et en Grèce. On a retrouvé en Mésopotamie comme en Étrurie des modèles de foie avec des clés d'interprétation.
Pour le cas particulier du foie, voir hépatoscopie.

## Hiéroscopie dans la fiction
L'hiéroscopie est évoquée dans des bandes dessinés comme Lanfeust de Troy ou Le Devin dans Astérix.